# Miłocice (gromada w powiecie oleśnickim)
Miłocice (od 31 XII 1961 Posadowice)  – dawna gromada, czyli najmniejsza jednostka podziału terytorialnego Polskiej Rzeczypospolitej Ludowej w latach 1954–1972.
Gromady, z gromadzkimi radami narodowymi (GRN) jako organami władzy najniższego stopnia na wsi, funkcjonowały od reformy reorganizującej administrację wiejską przeprowadzonej jesienią 1954 do momentu ich zniesienia z dniem 1 stycznia 1973, tym samym wypierając organizację gminną w latach 1954–1972.
Gromadę Miłocice z siedzibą GRN w Miłocicach utworzono – jako jedną z 8759 gromad na obszarze Polski – w powiecie oleśnickim w woj. wrocławskim, na mocy uchwały nr 23/54 WRN we Wrocławiu z dnia 2 października 1954. W skład jednostki weszły obszary dotychczasowych gromad Miłocice, Miłocice Małe, Posadowice, Radzieszyn i Sątok ze zniesionej gminy Miłocice w tymże powiecie. Dla gromady ustalono 15 członków gromadzkiej rady narodowej.
31 grudnia 1961 do gromady Miłocice  włączono wsie Kruszowice i Paczków ze zniesionej gromady Kruszowice w tymże powiecie, po czym gromadę Miłocice zniesiono, przenosząc siedzibę GRN z Miłocic do Posadowic i zmieniając nazwę jednostki na gromada Posadowice.